# Urdolmen von Mankmoos
Der Urdolmen von Mankmoos (auch Mankmoos 1 genannt) ist ein so genannter Querlieger im rechteckigen Hünenbett. Das etwa fünf Meter breite und 16 m lange nord-süd orientierte Hünenbett mit ursprünglich 30 Randsteinen (17 erhalten) ist eine Megalithanlage der Trichterbecherkultur (TBK) und entstand zwischen 3500 und 2800 v. Chr. Das Großsteingrab trägt die Sprockhoff-Nr. 331.
Der 1966 von Ewald Schuldt ausgegrabene Nord-Süd orientierte, nahe dem Nordende des Bettes liegende zugangslose Urdolmen (Blockkiste) befindet sich im Wariner Ortsteil Mankmoos im Landkreis Nordwestmecklenburg in Mecklenburg-Vorpommern. Die nicht eingetiefte Anlage liegt mit zwei weiteren, stark gestörten Anlagen (Nr. 2 und 3) in einem Wald südlich der L31 (Straße) zwischen Mankmoos und Qualitz.
Die Kammer ist 0,8 m hoch, 1,8 m lang und 0,9 m breit. Ein Tragstein ist erhalten. Der einzige, etwa 2,0 × 1,8 m große Deckstein trägt 52 bis zu 4 cm tiefe Schälchen, die wahrscheinlich in der Bronzezeit eingetieft wurden. Es wurden keine Funde gemacht.

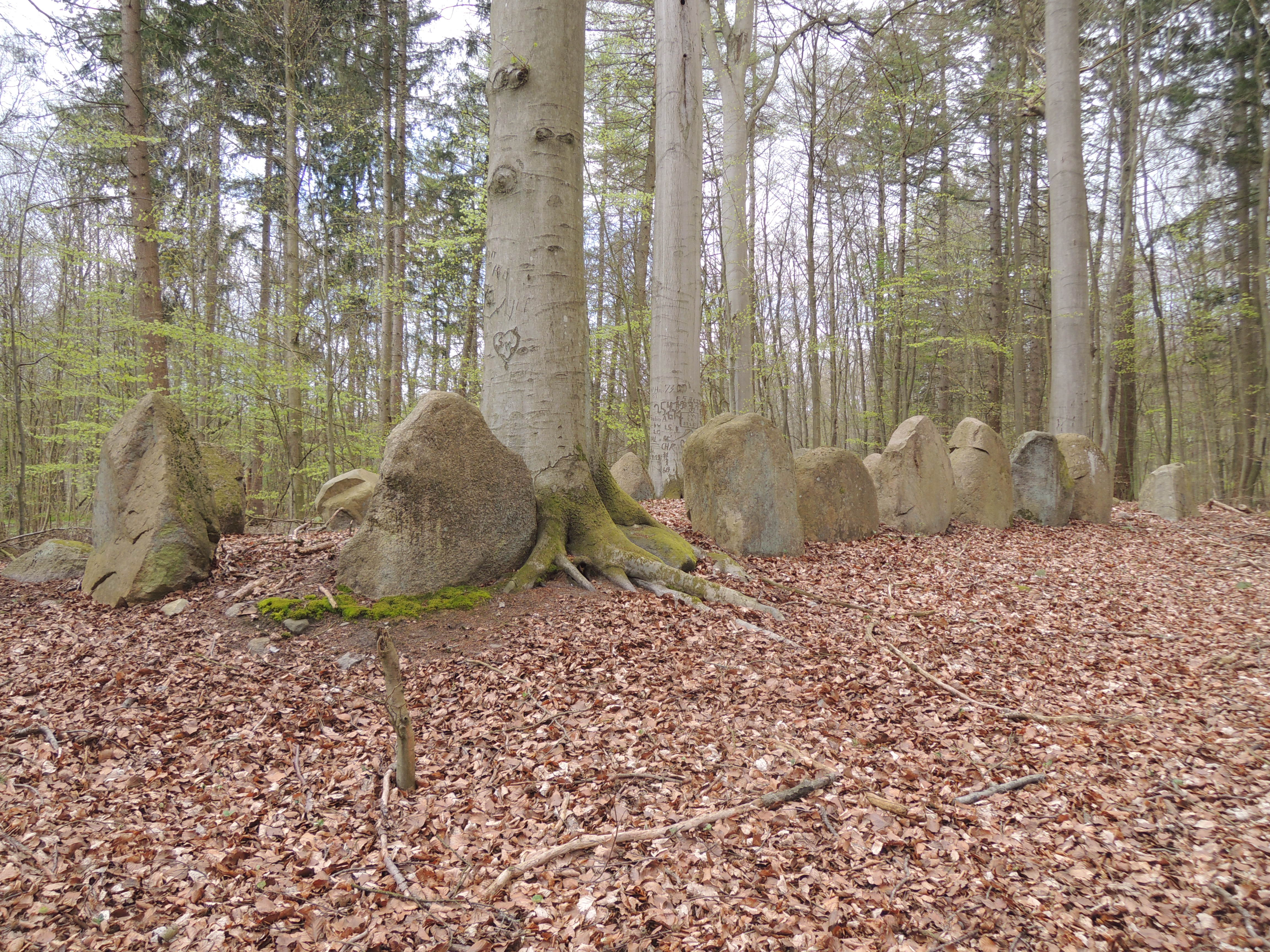
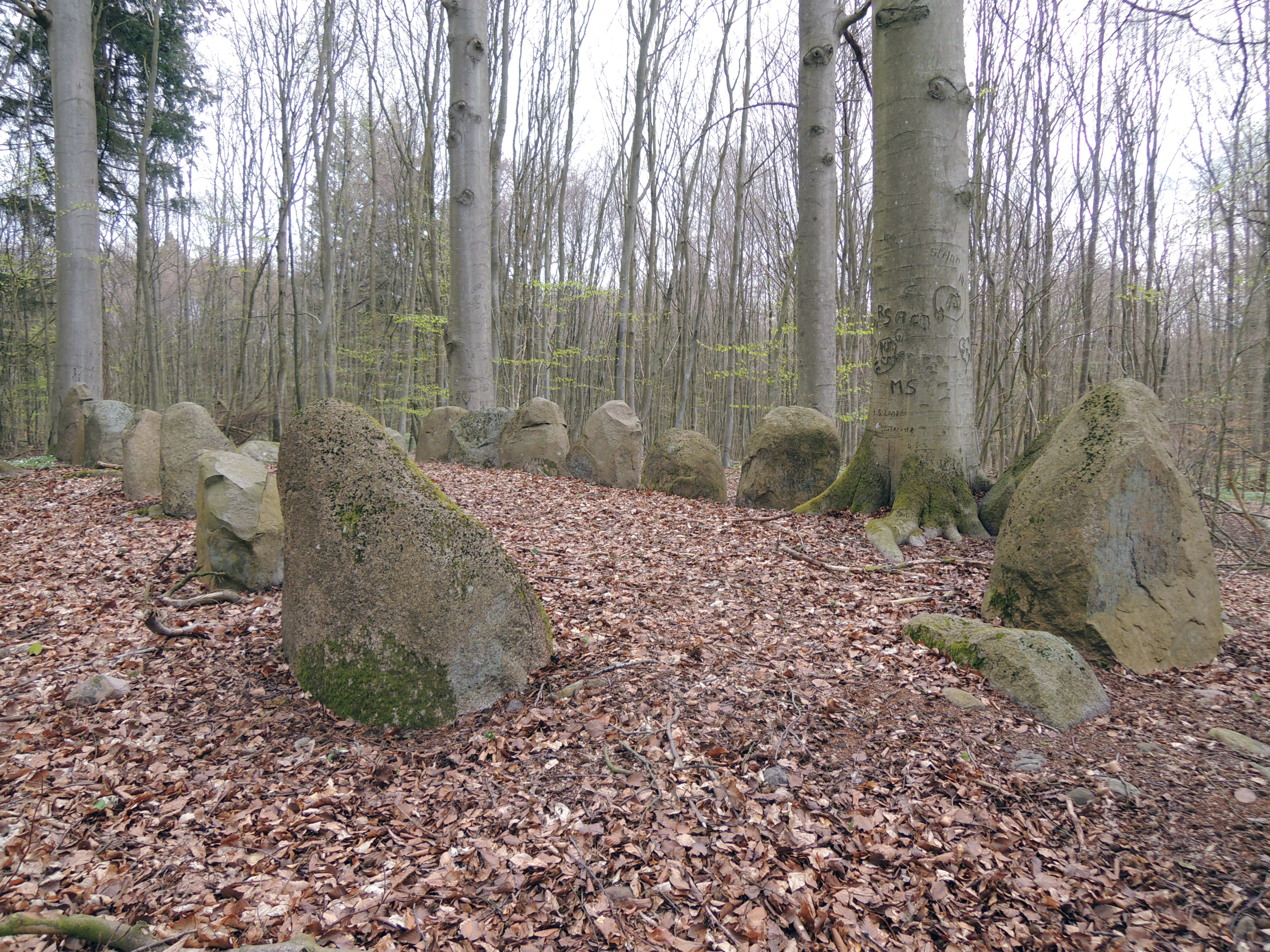
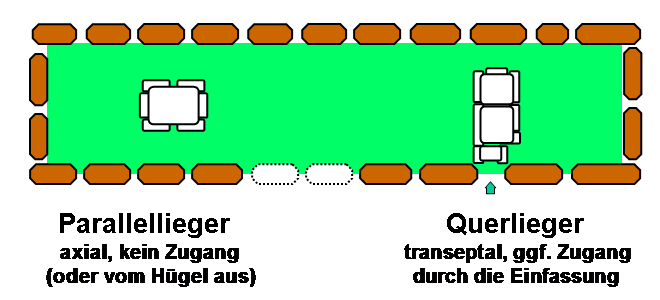
Querlieger rechts – wie in Mankmoos – und Längs- oder Parallellieger
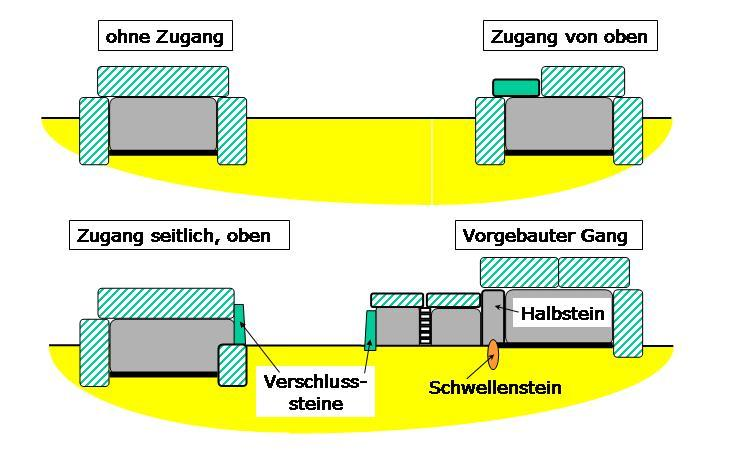
Mankmoos ohne Zugang (links oben)